# Вампола, Петр
Петр Ва́мпола (чеш. Petr Vampola; род. 21 января 1982, Ждяр-над-Сазавоу) — чешский хоккеист. Чемпион мира 2010 года. Нападающий чешского клуба «Славия».

## Карьера
Воспитанник чешского хоккея. Выступал за «Всетин» (Чехия, 2001—2004), «Били Тигржи» (Либерец, Чехия, 2004—2007), «Ческе-Будеёвице» (Чехия, 2005), «Пльзень» (Чехия, 2006—2008), «Салават Юлаев» (Уфа, 2009), «Пльзень» (Чехия, 2009—2010), «Трактор» (Челябинск, 2010—2011), «Авангард» (Омск, 2011), «Тимро» (Швеция, 2011), «Женева-Серветт» (Швейцария, 2011—2012), «Векшё Лейкерс» (Швеция, 2012—2013), «Пльзень» (Чехия, 2013, 2020), «Били Тигржи» (Либерец, Чехия, 2013—2016), «Млада-Болеслав» (Чехия, 2016—2017), «Ческе-Будеёвице» (Чехия, 2017—2018), «Рытиржи» (Кладно, Чехия, 2018—2020), «Славия» (Прага, Чехия, 2019—н. в.),
На момент окончания сезона 2020/2021 за карьеру всего провёл 1125 матчей, набрал 701 очко (219 шайб + 482 передачи), заработал 1631 минуту штрафа.

## Достижения
Чемпион Чехии 2001, 2013 и 2016 годов
 Чемпион мира 2010 года
 Бронзовый призёр чемпионата мира 2011 года

## Личная жизнь
Петр Вампола женат на Катержине, бывшей жене Карела Рахунека, погибшего в авиакатастрофе с ярославским «Локомотивом». Они воспитывают общую дочь Анну (род. в 2016 г.) и двух детей Карела Рахунека: сына Матея (род. в 2008 г.) и дочь Катержину (род. в 2011 г.). На их свадьбе в 2019 году свидетельницей со стороны невесты была бывшая подруга Йозефа Вашичека, также погибшего в авиакатастрофе под Ярославлем.